# Chassalia assimilis
Chassalia assimilis är en måreväxtart som beskrevs av Cornelis Eliza Bertus Bremekamp. Chassalia assimilis ingår i släktet Chassalia och familjen måreväxter.

## Underarter
Arten delas in i följande underarter:
- C. a. angustifolia
- C. a. assimilis